# Verlag Michael Weyand
Der Verlag Michael Weyand ist ein 1985 in Trier gegründeter unabhängiger deutscher Verlag. Inhaber und Verlagsleiter ist der Journalist und Autor Michael Weyand.
Schwerpunkte des Verlagsprogramms bilden neben kulturhistorischen Themen Moselkrimis, Sachbücher und Tourist-Literatur (in bis zu zwölf Sprachen) aus den Regionen Eifel, Moselland und Luxemburg. Bisher sind über 200 Titel von mehr als 100 Autoren erschienen.